# Trifenylamine
Trifenylamine is een organische verbinding met de brutoformule {\displaystyle {\ce {C18H15N}}}. Met meer nadruk op de structuurvan de verbinding wordt dit vaak geschreven als {\displaystyle {\ce {N(C6H5)3}}} of {\displaystyle {\ce {N \Phi _{3}}}}. In tegenstelling tot het gedrag van andere amines is trifenylamine niet basisch. De pKz voor de reactie 
{\displaystyle {\ce {HN(C6H5)3^{+}\ _{\longleftarrow }^{\longrightarrow }\ N(C6H5)3\ +\ H^{+}}}}
bedraagt -5, wat in de praktijk betekent dat in waterige oplossingen geen geprotoneerde moleculen zullen voorkomen. Een gevolg van het feit dat in water gaan ionen gevormd worden en de drie grote organische substituenten is dat de stof in water nauwelijks oplosbaar is. In organische oplosiddelen als benzeen en ether lost het wel op, in alcohol slechts matig.
Derivaten van trifenylamine hebben goede eigenschappen op het gebied van elektrische geleidbaarheid en elektroluminescentie, ze worden toegepast in OLED's als "hole-transporteur".

## Synthese
Trifenylamine kan verkregen worden via het koppelen van een extra fenylring aan difenylamine met behulp van broombenzeen en natrium. 
{\displaystyle {\ce {2(C6H5)2NH\ +\ 2C6H5Br\ +\ 2Na\ ->\ 2(C6H5)3N\ +\ 2NaBr\ +\ H2}}}

## Chemische eigenschappen
Trifenylamine heeft drie aromatische ringen direct gekoppeld aan het stikstof-atoom. Elk van deze ringen oefent een aanzuigende kracht uit op het vrije elektronenpaar van stikstof. Hierdoor ontstaat een partiële positieve lading op stikstof, De partiële positieve lading op het stikstof-atoom wordt geneutraliseerd door de evengrootte negatieve lading verspreid over de fenylringen. Het gevolg is wel dat het protoneren van het stikstofatoom vrijwel onmogelijk wordt, met de zeer lage waarde voor de pKz en het ontbreken van basische eigenschappen als gevolg. In onderstaande tabel is het effect van het toenemend aantal fenylgroepen op de zuur- en basesterkte goed te zien. Hoe groter de pKb hoe zwakker de base.
| Fenyl-groepen | Naam           | Formule                           | pKz   | pKb   |
| ------------- | -------------- | --------------------------------- | ----- | ----- |
| 0             | ammoniak       | {\displaystyle {\ce {NH3}}}       | 09,24 | 04,76 |
| 1             | monofenylamine | {\displaystyle {\ce {(C6H5)NH2}}} | 04,63 | 09,37 |
| 2             | difenylamine   | {\displaystyle {\ce {(C6H5)2NH}}} | 00,79 | 13,21 |
| 3             | trifenylamine  | {\displaystyle {\ce {(C6H5)3N}}}  | −5    | 19    |

De conjugatie van het vrije elektronenpaar met de aromatische ringen betekent dat de bindingen naar het stikstof-atoom, in tegenstelling tot alifatische amines en ammoniak waar ze een tetraëer vormen, in één vlak liggen. De ringen zelf zijn ook vlak, maar de ruimte rond het stikstof-atoom is niet groot genoeg dat het hele molecuul vlak kan zijn. De waterstof-atomen aan verschillende ringen op de plaatsen direct naast de binding naar stikstikstof "zitten elkaar in de weg" en het molecuul wordt in een propeller-vorm gedwongen.